# La Calera, José Sixto Verduzco
La Calera är en ort i Mexiko.   Den ligger i kommunen José Sixto Verduzco och delstaten Michoacán de Ocampo, i den centrala delen av landet, 270 km väster om huvudstaden Mexico City. La Calera ligger 1 706 meter över havet och antalet invånare är 1 302.
Terrängen runt La Calera är kuperad åt sydväst, men åt nordost är den platt. Terrängen runt La Calera sluttar norrut. Runt La Calera är det ganska tätbefolkat, med 93 invånare per kvadratkilometer. Närmaste större samhälle är Abasolo, 19,9 km norr om La Calera. Trakten runt La Calera består till största delen av jordbruksmark.